# Eat Me, Drink Me
Eat Me, Drink Me е шестият студиен албум на Мерилин Менсън. Излиза на 5 юни 2007. Албумът е записан в наето под наем звукозаписно студио изцяло от Мерилин Менсън и Тим Сколд. На пресконференция през април 2007 г. Менсън споделя, че това е колаборация само между него и Сколд, като двамата са записали всички инструменти. Менсън е отговорен за всички текстове в албума, докато Сколд композира около 20 песни, преди да се подберат най-добрите и да се миксират допълнително от Шон Бийвън.

## Песни
1. If I Was Your Vampire – 5:56
2. Putting Holes in Happiness – 4:31
3. The Red Carpet Grave – 4:05
4. "They Said That Hell's Not Hot" – 4:17
5. Just a Car Crash Away – 4:55
6. "Heart-Shaped Glasses (When the Heart Guides the Hand)" – 5:05
7. Evidence – 5:19
8. "Are You the Rabbit?" – 4:14
9. Mutilation is the Most Sincere Form of Flattery – 3:52
10. You and Me and the Devil Makes 3 – 4:24
11. EAT ME, DRINK ME – 5:40

### Сингли
Heart-Shaped Glasses (When the Heart Guides the Hand) – 25 май, 2007 (диск)

Putting Holes in Happiness – предстоящ

## Фактология
- През първите месеци на 2004 година Мерилин Менсън страда от, както сам описва, „дълбока депресия“. Тя го принуждава да посещава сбирки на Анонимните Алкохолици. След това си урежда час при психиатър и постъпва в клиника за 5 дена, за да се лекува от зависимост към болкоуспокоително. След като избягва от възстановителната клиника разказва, че е бил на ръба на скала слушайки "Exit Music (For a Film) на Рейдиохед, мислейки да скочи всеки момент.
- По-късно същата година Мерилин Менсън записва дует с вокалистката на Гарбидж Шърли Менсън, който в крайна сметка остава неиздаден, защото и двамата считат, че не отговаря на стандартите, които са си поставили.
- Въпреки че издаденият бест албум Lest We Forget е обявен за прощален албум с феновете, Менсън и групата му имат множество изяви след това, най-вече около промоцирането на сингъла Personal Jesus. Менсън тръгва на турне, а след това се връща в звукозаписното студио записвайки 8 демота, нито едно от които влиза в следващия албум.
- Менсън започва да работи по албума към края на 2005 г., но в този момент допринася с доста малко, защото все още е зает със заснемането на филма си Phantasmagoria, с откриването на частната си галерия; има също така и доста проблеми с брака си с Дита фон Тийз.
- Албумът има 6 китарни сола, които са 3 минути и 39 секунди от целия албум. Включва също така още много китари, докато кийбордите и басовете са значително по-малко, нещо необичайно за албумите дотогава.
- Критиците определят Eat Me, Drink Me като най-лиричният албум на Мерилин Менсън. Темпото на повечето песни варира от бавно до средно-бързо, като много рядко достига бързината на предишни негови издания като Mechanical Animals, например. Самият Менсън споделя, че значителна част от песните ги е записал, лежейки на пода, сложил ръце върху микрофона и променяйки тембъра си според настроението на песента, създавайки нов открояващ се начин на пеене, нетипичен за творчеството му.
- През януари 2007 г. Менсън обявява на официалния си сайт, че новият му албум е почти завършен, крато разкрива и официалното му заглавие. Също така обявява, че след издаването му на 5 юни тръгва на световно турне, за да го промоцира.
- Броени дни преди издаването на албума, той е официално качен в MySpace профила на групата, за да бъде прослушан от нетърпеливи фенове, които по-рано имат възможността да видят и кадри от книжката към диска и промоционални фотоси. Допълнително се създава мини-сайт посветен изцяло на албума, където всеки може да се информира за създаването му.